# Infierno, canto octavo

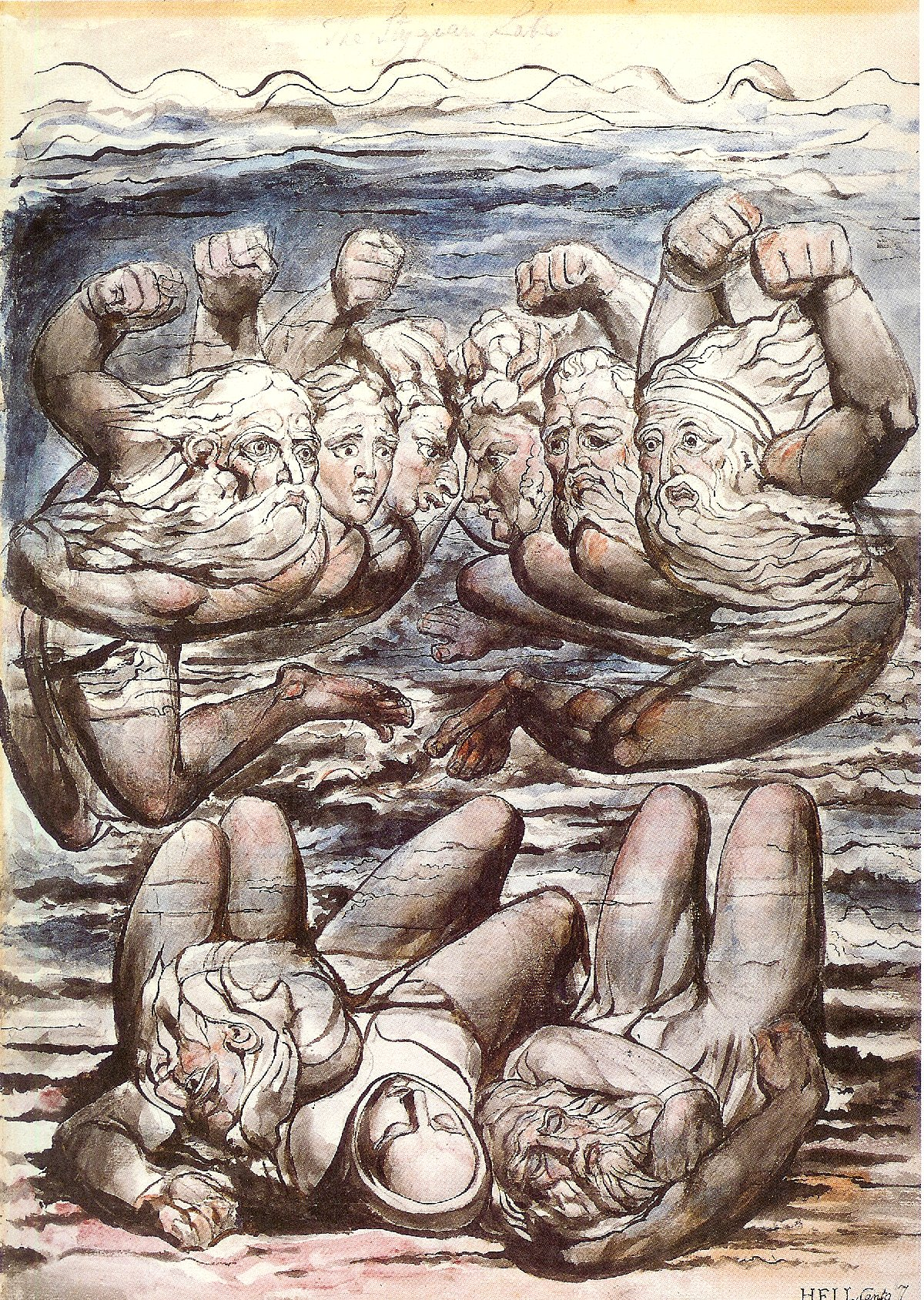
La lucha de los iracundos, por William Blake.

El canto octavo del Infierno de La Divina Comedia, la obra de Dante Alighieri, se sitúa en el quinto círculo, donde son castigados los iracundos y los perezosos. Se desarrolla en la noche entre el 8 y el 9 de abril de 1300 (Sábado Santo) o según otros comentadores entre el 25 y el 26 de marzo de 1300.

## Incipit
Canto ottavo, ove tratta del quinto cerchio de l'inferno e alquanto del sesto, e de la pena del peccato de l'ira, massimamente in persona d'uno cavaliere fiorentino chiamato messer Filippo Argenti, e del dimonio Flegias e de la palude di Stige e del pervenire a la città d'inferno detta Dite.

## Análisis del Canto

### Digo pues, continuando- v. 1

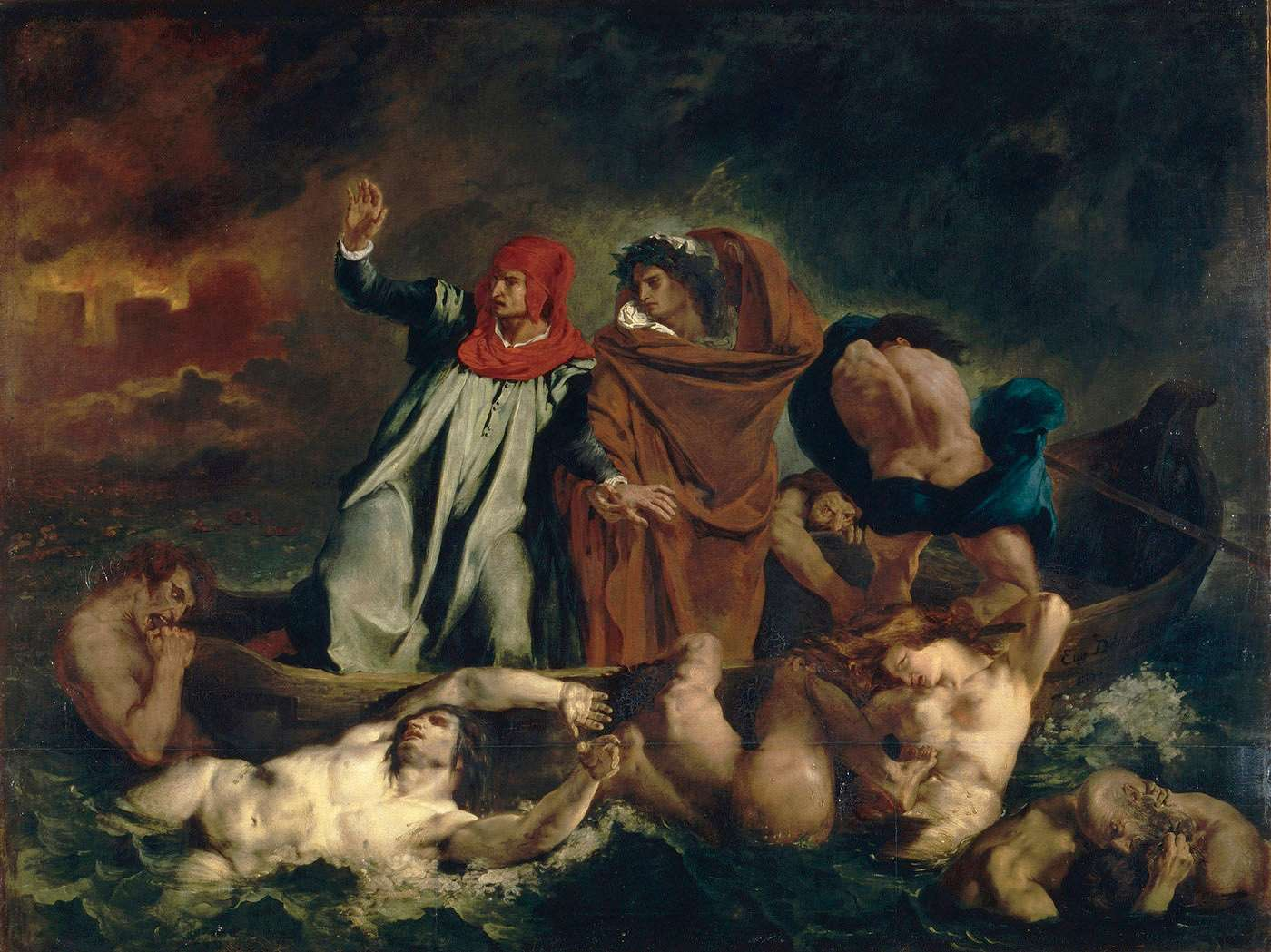
El pasaje del Estige en un cuadro de Eugène Delacroix.

El canto inicia con un verso que abrió el debate a muchas especulaciones: "Digo pues, continuando". El poeta no retoma la narración donde la había dejado en el anterior canto (la llegada a los pies de la torre) sino un tiempo antes cuando los dos poetas todavía lejos notan una señal luminosa sobre la torre, la cual es respondida por una señal análoga. Este insólito salto, unido a la fórmula de apertura, hizo suponer algunas hipótesis sobre una posible cesura entre los cantos precedentes y este.
Ante todo hay que precisar que no se conoce la fecha exacta de La Divina Comedia: la escritura del Infierno se suele situar entre 1306 y 1309, considerando los hechos narrados, las "profecías" de Dante y otros factores.
Giovanni Boccaccio fue el primero en suponer que los primeros siete cantos fueron escritos antes que los demás. Los indicios sobre los que se basa son débiles, pero esta teoría sobre la composición del canto fue también tomada por algunos dantistas modernos, como G. Ferretti (I due tempi della composizione della Divina Commedia, Bari, 1935). Estos indicios son: la falta de datos sobre el exilio de Dante (junio del 1301 en la profecía anunciada por Ciacco) y el inicio más atrás en el tiempo del canto VIII como si se tratase de un trabajo interrumpido y una maduración general del estilo entre los primeros cantos y los sucesivos (explicable igualmente como una evolución natural del estilo poético que crecía con el avanzar de la obra).
Boccaccio, a sostener su tesis, ilustró con riqueza de detalles una anécdota, que hoy en día es considerada falsa por los estudiosos. Según su reconstrucción cerca del 1306 un pariente del poeta encontró hurgando accidentalmente un cuaderno donde estaban transcritos los primeros siete cantos del Infierno. Después de haberlo entregado a Dino Frescobaldi, a su vez poeta, este último quedó maravillado de la belleza de los versos y envió el pliego al marqués Moroello Malaspina al Castillo de Fosdinovo, en Lunigiana, donde estaba hospedado el poeta exiliado. El marqués entonces, a su vez maravillado por la obra iniciada y abandonada, habría persuadido al poeta a que no dejase "senza debito fine sì alto principio" (sin terminar semejante obra). Según Boccaccio entonces el empalme de la obra sería reconocible desde aquel punto, aunque estudios modernos indican que son frecuentes estas retomadas de obra por parte de Dante, sobre todo en los inicios de los capítulos (Vita Nuova VI, XI y XXIX, Convivio II-10, Monarchia I-15, II-3, etc).

### Pasaje del Estige, Flegias - vv. 1-30

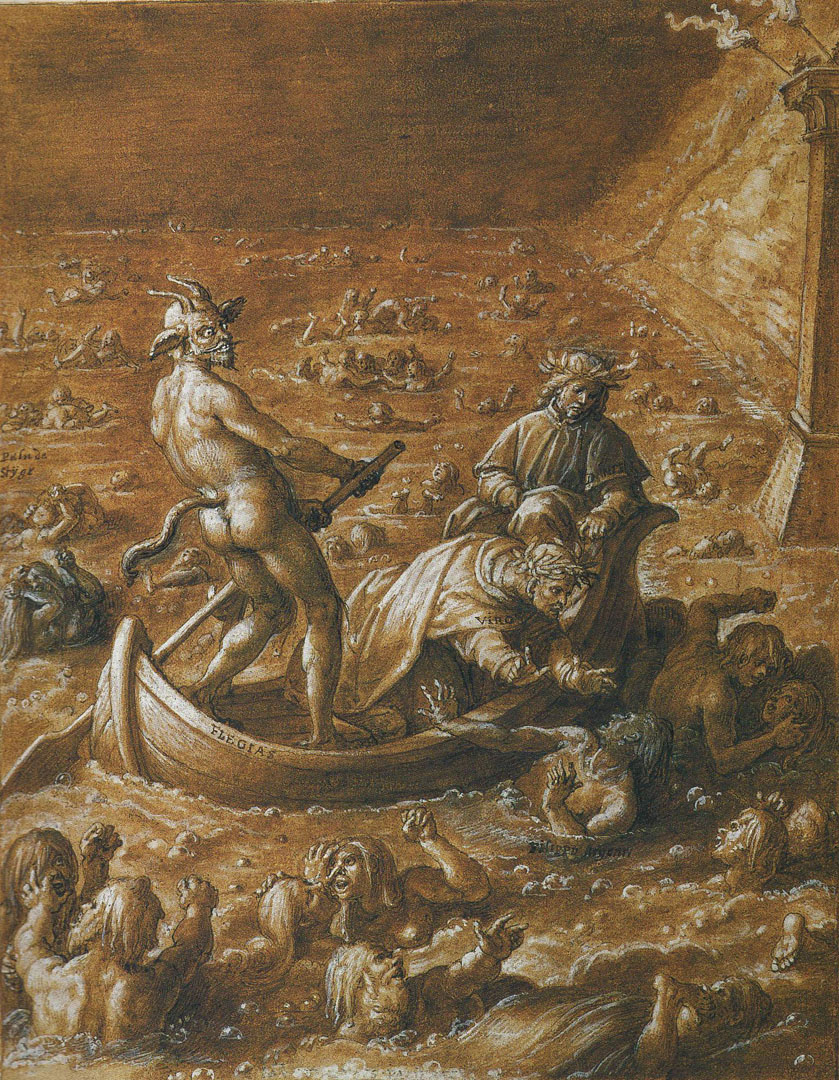
Flegias, ilustración de Giovanni Stradano (1587).

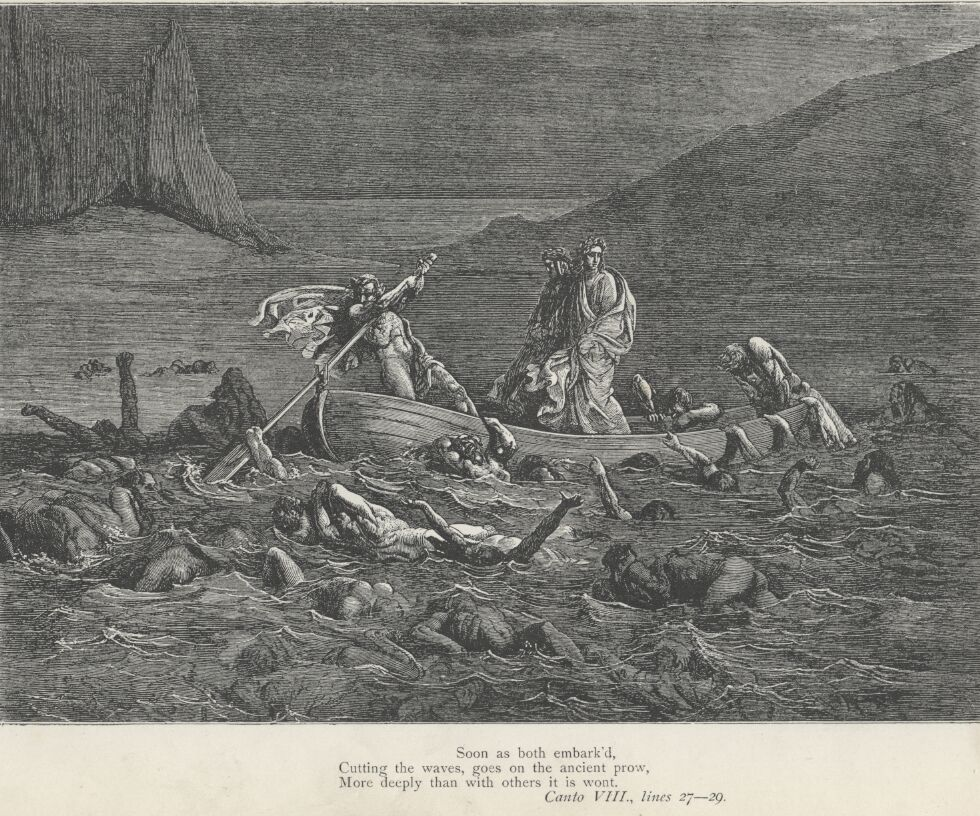
La barca rodeada de condenados del pantano, ilustración de Gustave Doré.

Mientras los dos poetas se están acercando a la torre Dante nota señales luminosos desde la cumbre, a la cual responden señales análogas, apenas visibles desde una torre idéntica y más lejana. Preguntándole el significado a Virgilio, Dante recibe en respuesta que pronto lo verá él mismo en el humo del pantano del Estige.
De hecho, más rápido que cualquier flecha, arriba una barca (vv. 13-16) con un solo remero ("galeoto"), que se presenta gritando a los dos peregrinos: "¡Has llegado al fin alma perversa!", al cual Virgilio responde :"¡Flegias, Flegias, mi señor le dijo, esta vez gritas en vano! Tan solo nos tendrás cruzando el lodo."
Flegias(o Flegiás) es un personaje mitológico mutado de la Eneida y la Tebaidade Estacio, símbolo de la ira violenta y del fuego. De hecho, según el mito, este incendió el templo de Apolo en Delfos para vengarse del dios que había seducido a su hija, Corónide. Flegias puede también ser visto como símbolo de irreverencia hacia la divinidad. Su semblante no viene descrito y tampoco su rol es explicado. Si parece imposible que sea el barquero para los pecadores de los círculos inferiores, siendo las almas enviadas después del juicio de Minos, quizás podría ser aquel que toma a los iracundos y los tira al centro del pantano. En todo caso, Dante se preocupa en citar su sobreexcitación, dado por los gritos en la partida y en la llegada de la barca.
Dante no deja de enfatizar que la barca es muy pesada debido a su cuerpo de hombre vivo, mientras que Flegias y Virgilio por sí solos no la hacen hundir en el agua, ya que son almas.

### Filippo Argenti - vv. 31-63

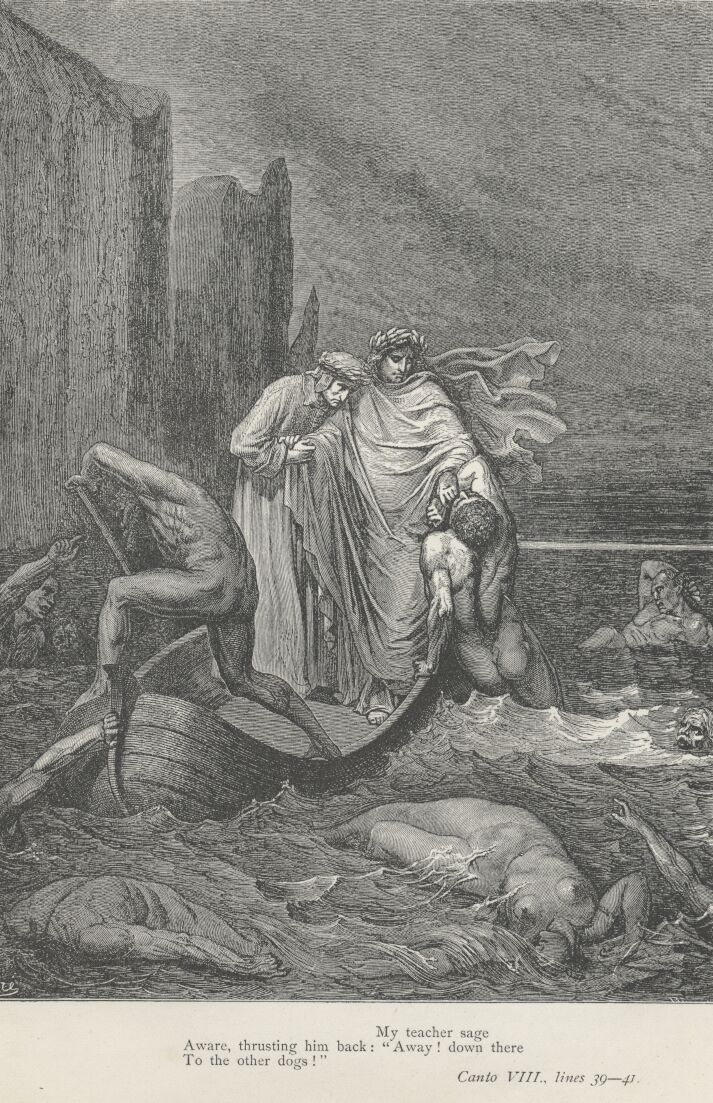
Filippo Argenti y Virgilio, ilustración de Gustave Doré.

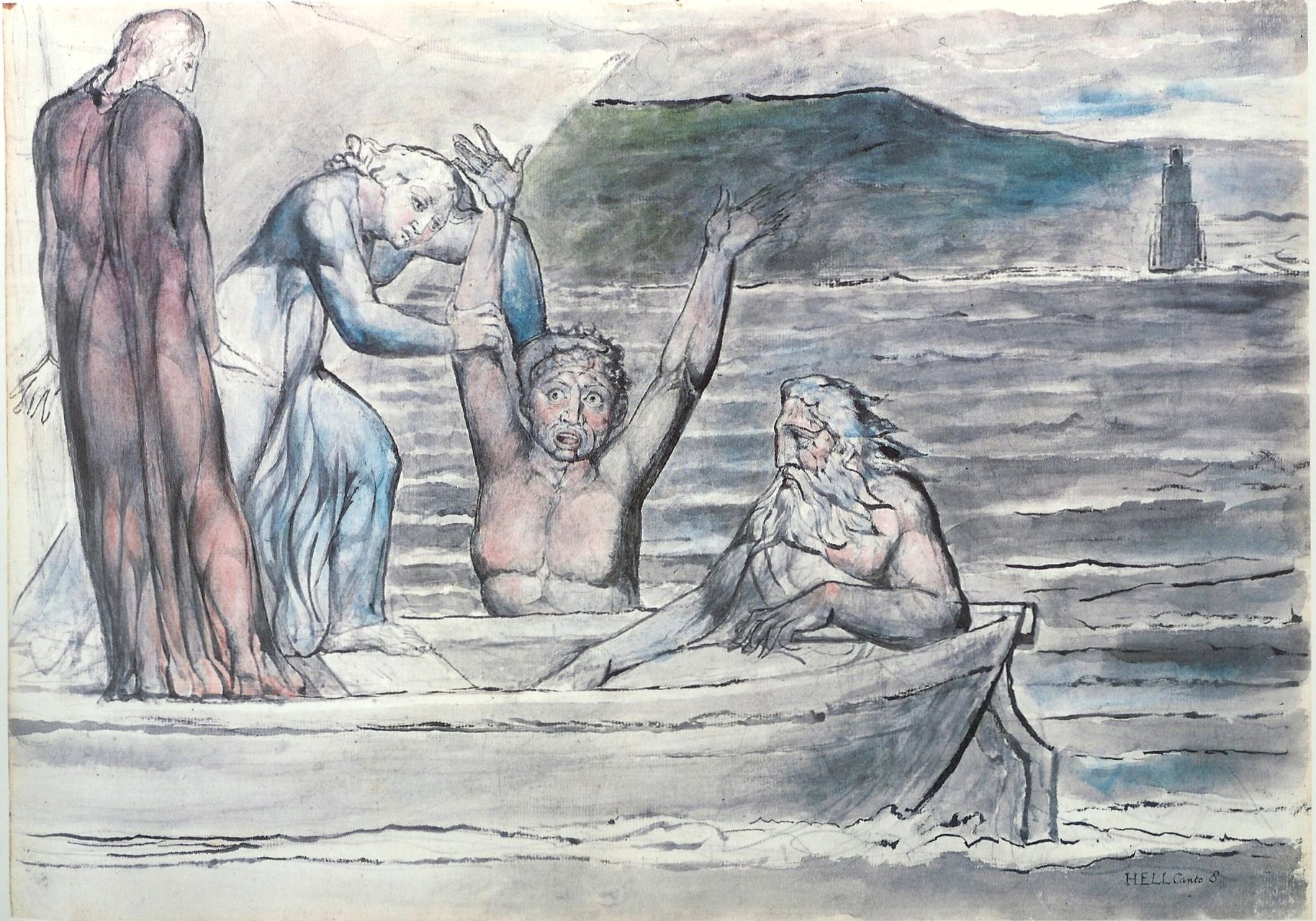
Filippo Argenti imaginado por William Blake.

Durante el paso un condenado se dirige a Dante. Los dos inician una disputa, enfatizada por la repetición de los mismos versos (vieni/vegno, non rimango/ti rimani, se'/son, piango/piangere). Dante tiene un comportamiento muy indigno con el condenado: es un claro ejemplo de aquello que él entendía como "indigno" es decir ira justa contra el mal, contrapuesta a la ira verdadera propia de los condenados.
El condenado (del cual no se dijo todavía el nombre) entonces se agarra a la barca con las manos intentando darla vuelta pero viene alejado de inmediato por Virgilio, el cual después conforta a Dante abrazándolo y besándolo. En este punto hay un pasaje que dejó perplejo a los antiguos comentadores por su dureza: Dante manifiesta de querer ver esa alma que lo había atacado. Virgilio lo alaba por su deseo de venganza y le asegura que pronto será satisfecho. De inmediato todo las almas condenadas se unen todas contra aquella alma gritando "A Filippo Argenti!", el cual, loco de ira, no puede hacer otra cosa que morderse con sus propios dientes (solo en este punto viene indicado el nombre del personaje, en el momento más infame).
Dante, a diferencia de los otros condenados encontrados hasta ahora, por los cuales había sentido indiferencia o sentimientos de piedad hasta hacerlo llorar (Paolo y Francesca, Ciacco) aquí manifiesta por primera vez odio y complacencia por el mal destino del otro, usando un episodio con rasgos excesivos, casi brutales, respecto a Filippo Argenti. De hecho, es con episodios como estos como se ve que Dante no se idealiza, todo lo contrario: manifiesta también sus bajezas, sus miedos, sus enojos tan humanos.
Dante también será cruel con Vanni Fucci (Inf. canto XXIV), con Bocca degli Abati (Inf. canto XXXIII), con Frate Alberigo y Branca d'Oria (Inf. canto XXXIII), pero en ningún otro caso. Aquí encontraremos la clamorosa aprobación de Virgilio, que simboliza la razón, sellada por el único beso de la Divina Comedia
Existe una obvia desproporción entre el pecado de Argenti en vida o su comportamiento en el Infierno dantesco (un ataque de ira de un espíritu que el mismo Dante define "extraño", es decir que tiene ataques de ira fácilmente) y el odio de Dante, con un episodio descrito como bajo la voluntad de perpetuar una ignominia. Por eso se pensó que entre los dos personajes existiesen hechos de carácter personal: los antiguos comentadores reportan también hechos de los cuales no existe documentación (como el episodio de una bofetada a Dante, o del hecho que Argenti cabalgase con las puntas de los pies hacia fuera golpeando una vez el rostro del poeta, el cual lo denunció y lo hizo condenar por la magistratura), mientras el odio hacia la familia de los Adimari (a los cuales Filippo Argenti pertenecía) aparece también en un pasaje del Paraíso, cuando Cacciaguida los define como esa familiacha que tiene la furia típica de los dragones hacia aquellos que están en dificultad.
Por lo tanto estamos delante a un caso de vida florentina menor, ligado a los propios problemas y rivalidades. Varias veces se dice que los Adimari hicieron todo lo posible para que no fuese revocado el exilio de Dante o también como ellos se quedaron con los bienes confiscados a los Alighieri. Son igualmente noticias poco documentadas. Otra interpretación, apoyada por algunos comentadores más modernos, sostiene que Argenti personifica aquel tipo de persona llamada magnate-non magnanimo, dedicado a la violencia, a la ira y a la soberbia. La ira "buena" (según la ética nocimaquea aristotélica hay dos tipos de ira: la ira mala y la ira buena, esta última es llamada mansedumbre y se aplica contra las personas a las cuales es lícito enojarse) de Dante debe ser vista no solo contra Filippo sino contra esa categoría de hombres.

### Los muros de la ciudad de Dite - vv. 64-130

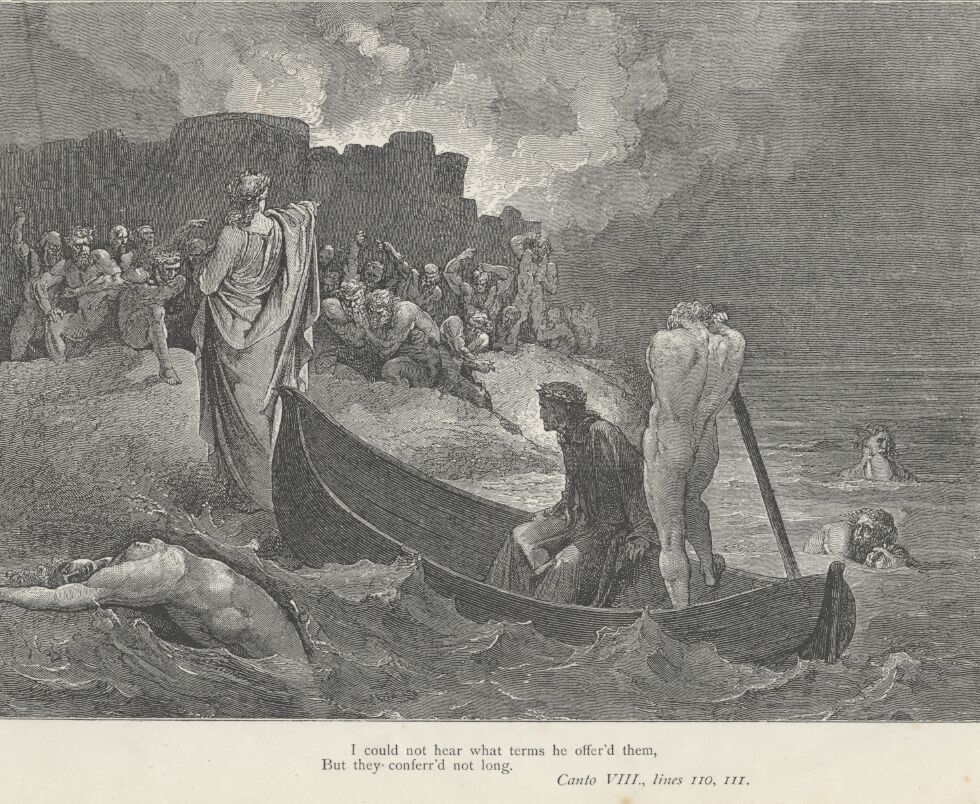
El desembarco delante a los muros de la ciudad de Dite, ilustración de Gustave Doré

Dante no quiere hablar más de Argenti e inicia a ver los muros de la ciudad de Dite y a escuchar los lamentos de los condenados que están encerrados. Ve torres incendiadas, que sobresalen de los muros como mezquitas. En tanto llegan a la fosa que rodea los muros, de los cuales se abre una puerta protegida por una miríada de diablos.
Los diablos están sorprendidos de ver una persona viva y Virgilio pide hablar con ellos en privado. Los diablos responden que pase, pero piden que Dante vuelva atrás solo. Aquí Dante se dirige directamente al lector para manifestarle su miedo, pero inconscientemente para asegurarle que dado que ahora está escribiendo su aventura, tiene que haber terminado con la superación del obstáculo. Dante implora a Virgilio que no lo abandone, pero el "duca" lo serena y va a hablar con los diablos. Ellos como respuesta le cierran la puerta de la ciudad en la cara, y Virgilio vuelve enojado a Dante, pero le explica otra vez que su misión tiene que cumplirse, que es normal la oposición de los diablos: ellos negaron también el ingreso a Cristo cuando entró en el Infierno, y él tuvo que romper la puerta principal de los ínferos, esa donde Dante había leído la amenazadora frase "Por mi se va en la ciudad adolorida".
El canto se interrumpe, pero la escena continua en el canto sucesivo, donde además de los diablos llegan las tres Erinias a atacar a los poetas para impedir que accedan a la ciudad de Dite.